# Rosselaar
Rosselaar is een dorp in de gemeente Balen in de Belgische provincie Antwerpen. Het ligt tussen Balen-Dorp en Mol-Centrum, direct ten westen van het Kanaal Dessel-Kwaadmechelen.

## Geschiedenis
Het dorp is als landbouwnederzetting ontstaan in de Middeleeuwen, en het kreeg in 1663 een eigen kapel. Op de Ferrariskaart uit de jaren 1770 is de plaats weergegeven als het gehucht Rosselaer met zijn kapel.
In 1949 werd een kapelanie opgericht, gewijd aan Onze-Lieve-Vrouw van Altijddurende Bijstand. In 1953 werd een eigen kerk ingewijd, die in 1964 werd verheven tot parochiekerk, welke werd afgesplitst van de Sint-Andriesparochie van Balen. De begraafplaats met een merkwaardige cirkelvormige plattegrond kwam tot stand van 1953-1955. De bevolking van het dorp bestond in de jaren 50 van de 20e eeuw uit landbouwers, fabrieksarbeiders, mijnwerkers en huisvrouwen.

## Bezienswaardigheden
In dit dorp zijn de volgende bezienswaardigheden te vinden:

### Sint-Luciakapel
De kapel, oorspronkelijk aan Onze-Lieve-Vrouw gewijd, werd opgericht in 1663 en verving een kleine houten kapel uit 1641. Het was een gotisch zaalkerkje met een rechthoekige plattegrond en driezijdige koorsluiting. In 1748 werd de kapel verbouwd. Restauratie volgde in 1900. Toen Rosselaar in 1949 een kapelanie werd, gebruikte men de kapel als noodkerk, waartoe ze in hetzelfde jaar aan de westkant werd vergroot. Hierbij werd de oorspronkelijke westgevel gesloopt.
Toen de Onze-Lieve-Vrouw van Bijstandkerk in 1953 werd ingewijd, werd de kapel verlaten en deze verviel tot ruïne. In 1974 brak er zelfs een brand in de vervallen kapel uit. De ruïne werd als zodanig in 2000 geconserveerd, en ze bevindt zich op een driehoekig pleintje.

### DeOnze-Lieve-Vrouw van Bijstandkerk

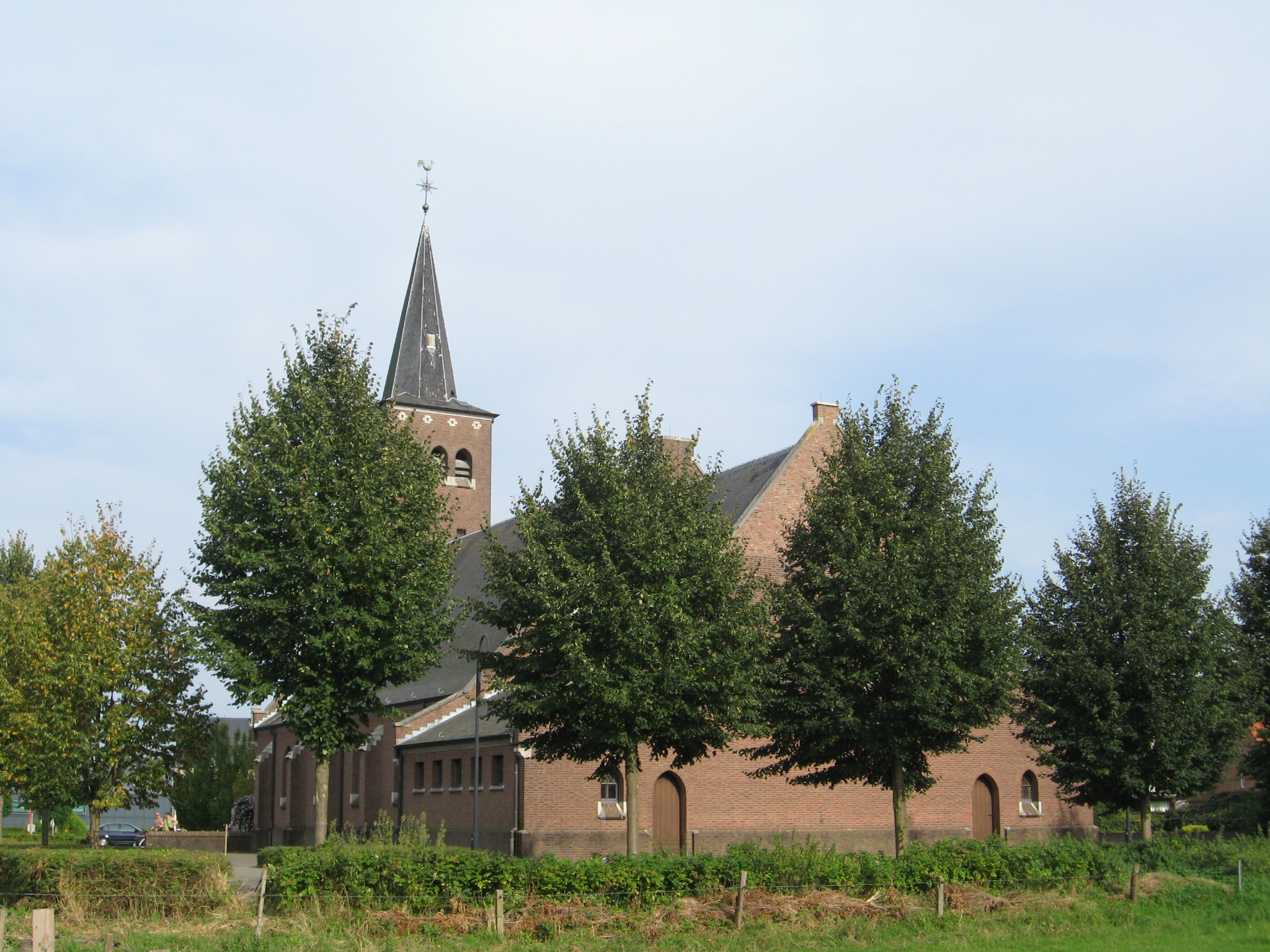
Onze-Lieve-Vrouw van Altijddurende Bijstandkerk

Deze kerk, aan de Olmensebaan 61, stamt uit 1953. Het is een eenvoudige bakstenen kerk in traditionalistische stijl met halfingebouwde oosttoren, ontworpen door architect R. van Steenbergen. Het kerkmeubilair is door dezelfde architect ontworpen.

### Hoeve Rosselaar
De Hoeve Rosselaar of Hoeve Peeters, aan Rosselaar 40, is van oorsprong een Kempens woonstalhuis uit 1666, oorspronkelijk in leem en vakwerkbouw uitgevoerd, dat later versteend werd. In de loop der eeuwen werd de boerderij herhaaldelijk verbouwd. De indeling van de hoeve, die ook een potstal bevatte, bleef echter in grote lijnen ongewijzigd. In 1996 kreeg de hoeve een beschermde status, maar raakte in verval. In 1999 stortte het dak door een storm gedeeltelijk in. De hoeve werd daarop afgebroken en wacht op herbouw.

## Nabijgelegen kernen
Balen, Mol-Centrum, Olmen